# Ibn Ra'iq

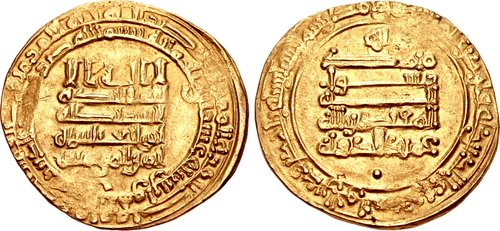
Dinar en or d'Almoctadir (908-932).

Abu Bakr Muhammad ibn Ra'iq (en arabe : محمد بن رائق) (mort le 13 février 942), généralement appelé Ibn Ra'iq, est un haut fonctionnaire du califat abbasside. Exploitant les faiblesses du pouvoir califal, il est devenu le premier amir al-umara (« commandant des commandants », régent de facto) du califat en 936. Renvoyé par les chefs militaires turcs en 938, il a repris la fonction en 941 et s'y est maintenu jusqu'à son assassinat.   